# Mvog Nyengue (peuple)
Pour les articles homonymes, voir Mvog Nyengue.
Les Mvog Nyengue (ou Mvog Niengue, Mvog Nyenge) sont une population de langue bantoue vivant au centre-sud du Cameroun, dans le département du Nyong-et-Mfoumou et l'arrondissement d'Akonolinga, dans des villages tels que Afem, Akoua, Bitsok, Ebolowa, Medoumou, Minlop ou Zalom. Ils font partie du grand groupe des Beti et sont proches des Mbida Mbani.

## Population
En 1933, une étude de l'administration coloniale les situe autour d'Akonolinga et évalue leur nombre à 7 181.
En 1961, leur nombre est estimé à 7 268 dans l'arrondissement d'Akonolinga.

## Langues
Ils parlent le mvog nyengue, un dialecte de l'ewondo.